# Laurentius Petri
Laurentius Petri Nericius (Örebro, 1499 – Uppsala, 26 ottobre 1573) è stato un arcivescovo luterano svedese, arcivescovo di Uppsala dal 1531 al 1573.
Lui e il fratello Olaus Petri sono, assieme con il re svedese Gustav Vasa, considerati i principali promotori della riforma luterana in Svezia e fondatori della Chiesa di Svezia. La chiesa evangelica luterana in America li commemora il 19 aprile.

## Formazione
Laurentius nacque col nome di Lars Persson poi latinizzato, nella città di Örebro nella contea di Närke, figlio di un fabbro Pietro Olofsson e Kristina Larsdotter assieme al fratello minore Olaus studierà in Germania sino al 1520. È lì che subiscono l'influenza del luteranesimo e persino un incontro con Martin Lutero stesso a Wittenberg. Nel ritorno a Stoccolma la loro imbarcazione fece naufragio salvandosi miracolosamente nell'isola di Gotland. Stabilitisi, entrambi i fratelli, sull'isola Laurentius fece il preside di una scuola mentre il fratello aiutava il sacerdote come assistente. Olaus ebbe l'occasione di tornare a Stoccolma con il sacerdote per assistere all'incoronazione di Gustav Vasa, che avendolo conosciuto dopo poco lo convince a trasferirsi a Stoccolma e lavorare nella sua corte.

## La nomina ad Arcivescovo
Durante il sinodo di Uppsala del 1531 il re Gustav Vasa muove i suoi primi passi verso l'indipendenza da Roma e dalla Chiesa cattolica. Il 22 settembre di quello stesso anno Laurentius è nominato arcivescovo da Petrus Magni, vescovo di Västerås. Magni, che era stato nominato vescovo dal papa, era una figura autorevole nella chiesa svedese ed il suo passaggio a Laurentius verrà considerato importante per la successione apostolica di questa carica, che la chiesa cattolica contesta.(più recente contestazione il documento Dominus Iesus del 2000). Sempre nello stesso anno Laurentius sposa la cugina del re Elisabeth Didriksdotter divenendo così il primo arcivescovo svedese sposato, già suo fratello era il primo sacerdote sposato avendo preso moglie nel 1525.
Il re impedì a Laurentius di interferire nella sua riforma della chiesa svedese, visto che lo stesso Laurentius difendeva una certa autonomia della chiesa e contestava alcune idee del re come ad esempio quella di abolire i vescovi, il suo maggiore contributo lo diede anni a seguire nel sinodo di Uppsala del 1571.
Fu arcivescovo per 42 anni, il più longevo di Svezia, e spesso fu in contrasto con le idee che venivano diffuse. Nel 1539 in seguito alla condanna a morte del fratello Olaus lui fu costretto a firmare l'ordine del re di giustiziare suo fratello, la storiografia ha cercato di motivare questo suo gesto e le due idee principali sono tra chi sostiene che Laurentius avesse un carattere debole per contrapporsi alla decisione del re e chi invece pensa che era l'unico modo perché potesse sopravvivere lui stesso e continuare a divulgare le sue idee. Poi grazie alle sue forti influenze politiche ottenne la grazia per il fratello nel 1542 ma Olaus dovette, da quel momento in avanti, mantenersi al margine della scena religiosa lasciando il ruolo di riformatore principale al solo Laurentius.

## Opere
Scrisse la prima copia della Bibbia in svedese che verrà pubblicata nel 1541 e soprannominata la Bibbia Vasa. Quando negli anni sessanta del 1500 si diffonderanno le idee di Calvino, Laurentius pubblicherà numerosi testi in cui parla del luteranesimo, definendone le peculiarità della chiese svedese.
Tra cui i salmi:
- Min själ skall lova Herran in svedese del 1567.
- Välsignat vare Jesu namn nel 1567

## Genealogia episcopale
La genealogia episcopale è:
- Papa Clemente VII
- Vescovo Petrus Magni
- Arcivescovo Laurentius Petri